# Фернандель
Фернанде́ль (фр. Fernandel, справжнє ім'я — Ферна́н Жозе́ф Дезіре́ Контанде́н, фр. Fernand Joseph Désiré Contandin); (8 травня 1903 — 26 лютого 1971) — французький кіноактор і співак. Знявся в понад 150 фільмах. Майстер фарсу та буфонади, виконавець комедійних ролей у музичних ревю, оперетах, телешоу. Режисер фільмів «Простак», «Адріан». Засновник кінокомпанії «Ґафер».

## Життєпис
Народився в Марселі в родині аптекаря. Вже в п'ятирічному віці дебютував у марсельському театрі «Шав» у мелодрамах та пасторалях. У 1915 році взяв участь у великому конкурсі шансоньє-аматорів, який проводила паризька газета «Комедія». Переміг понад 100 претендентів, зайнявши 2-ге місце. Після цього молодий виконавець став популярним.
Із початком Першої світової війни Фернан Контанден був змушений покинути сцену — потрібно було заробляти на життя для всієї родини, тому що його батька забрали на фронт. Він працював у Національному кредитному банку, Марсельському кредитному товаристві, на миловарному заводі. По вечорах продовжував навчання. Після того, як батько повернувся з війни, Фернан намагався стати офіціантом у шинку, відкритому його батьками.
У 1921 році уклав перший контракт із кабаре «Ельдорадо» з Ніцци, згідно з яким отримував 110 франків на день. Того ж року одружився з Анрієтті Манс. На афішах вперше з'явився його псевдонім — Фернандель, який придумала теща Контандена (означає «її Фернан»).
З 1921 до 1923 рік Фернандель виступав із мандрівним театром, репертуар котрого складався з водевілів, фарсів, оперет. Заробленого для життя не вистачало й актор змушений був піти працювати на миловарню.
Незабаром Фернанделя запросили до відомого паризького театру «Бобіно». У 1930 році він дебютував у кінофільмі «Біле та чорне». Після цієї стрічки отримував ролі одну за одною. Його герої — провінціали, тупуваті солдати, поліціянти, ярмаркові блазні. Але не всі ролі були суто комічними, траплялися і зворушливі та сумні — Ізідор у фільмі «Обранець мадам Юссон», комівояжер у «Казимирі», Флорідор у «Мадемуазель Нітуш», монах у «Червоний готель», митник у «Закон є закон».
Фернанделя запрошували зніматися в Німеччину, Італію, Іспанію, Англію, США. Незабаром з'явилися конкуренти в комедійному жанрі — Бурвіль, Луї де Фюнес, Жак Таті. Тож актор почав шукати нові образи. Деякий час знімався в ґіньйоль — постановках із багатьма вбивствами. Першим таким фільмом Фернанделя стала «Летюча шафа», після якого актор знявся ще в 15-ти подібних стрічках.
Від 1960-х років дедалі рідше з'являвся в комедіях, граючи в мелодраматичних фільмах. Разом із Жаном Ґабеном заснував кіностудію «Ґафер» (Ґабен-Фернандель). Виступив продюсером трьох стрічок, записав кілька дисків власних пісень, які мали успіх у публіки.
Помер від раку легень 26 лютого 1971 року в Парижі, похований на кладовищі Пассі.

## Вибрана фільмографія
- 1930 : Біле та чорне
- 1932 : Обранець мадам Юссон
- 1934 : Анжель
- 1936 : Франциск I
- 1937 : Оживлення (Regain) — Урбен Жедемюс
- 1937 : Шпунц (Le Schpountz) — Ірене Фабр на прізвисько «Шпунц»
- 1940 : Донька землекопа
- 1942 : Простак
- 1943 : Адріан
- 1948 : Летюча шафа
- 1950 : Казимир (Casimir) — Казимир
- 1950 : Вбивства? (Meurtres?) — Ноель Анекен
- 1951 : Топаз (Topaze) — Топаз
- 1951 : Червоний готель (L'Auberge rouge) — монах
- 1953 : Ворог суспільства № 1 (L'ennemi de public No 1) — Джо Кальвет
- 1954 : Мадемуазель Нітуш (Mam'zelle Nitouche) — органіст Селестен / композитор Флорідор
- 1958 : Закон є закон (La loi, c'est la loi) — Фердинанд Пастореллі, французький митник
- 1959 : Корова і в'язень / (La Vache et le Prisonnier) — Шарль Баї
- 1962 : Диявол і десять заповідей (Le diable et les dix commandements) — божевільний, який уважає, що він Бог
- 1963 : Кухарство на маслі (La Cuisine au beurre) — Фернан Жувен

## Нагороди
- Орден Почесного легіону. 1955 рік.
- Медаль «За громадянські заслуги». 1955 рік.
- Премія Куртелена (багаторазово).